# Fargesia stenoclada
Fargesia stenoclada är en gräsart som beskrevs av Tong Pei Yi. Fargesia stenoclada ingår i släktet bergbambusläktet, och familjen gräs. Inga underarter finns listade i Catalogue of Life.